# هیتومی ۹۳۸۶
سیارک ۹۳۸۶ (به انگلیسی: 9386 Hitomi، نامگذاری:1993XD1) نه هزار و سیصد و هشتاد و ششمین سیارک کشف شده‌است که در ۵ دسامبر ۱۹۹۳ کشف شد.
قدر مطلق سیارک برابر ۱۳٫۴۰ است.